# 2001年大西洋颶風季時間軸
2001年大西洋颶風季是一個活躍程度高於平均水平的大西洋颶風季，其中形成15個獲命名風暴。本颶風季在6月1日正式開始，並於11月30日結束，這通常劃定每年大多數熱帶氣旋在大西洋盆地形成的時期。本季的首個熱帶氣旋热带风暴阿利森於6月5日形成，而本季的最後一個系統飓风奥尔加於12月6日消散。

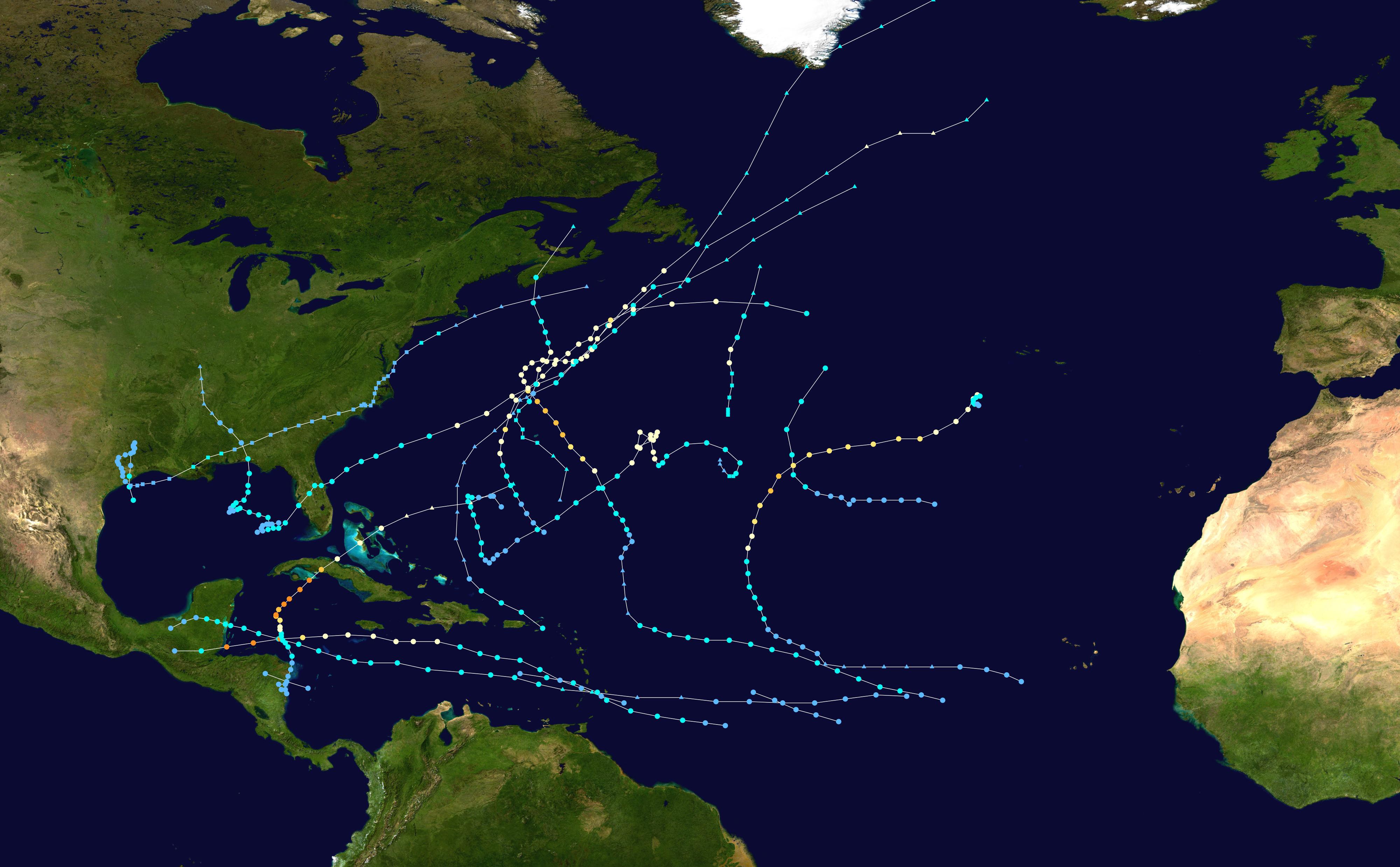
2001年所有大西洋熱帶氣旋的路徑圖

這個季節產生了17個熱帶低氣壓，其中15個加強為熱帶風暴，9個成為颶風，4個增強為大型颶風。在人命和財產損失方面，本年兩個最嚴重的風暴是熱帶風暴阿利森和颶風米歇爾。艾利森在墨西哥灣西北部形成，沿其路徑（特別是德克萨斯州和路易斯安那州）產生了大範圍的強降雨，造成41人死亡，以及$90億（2001年美元）的損失。在2015年熱帶風暴埃里卡之前，艾利森是唯一一個由世界氣象組織退役的熱帶風暴。颶風米歇爾是2001年颶風季最強烈的氣旋，達到風力時速220公里。風暴的影響從加勒比海延伸到巴哈馬，在古巴最為嚴重，使其成為當地造成經濟損失最大的氣旋之一。
本時間軸記錄了該季的熱帶氣旋形成、增強、減弱、登陸、轉變成溫帶氣旋和消散。它包括整個颶風季未發布的信息，例如國家颶風中心在風暴過後的數據，而最初未發出任何警告的風暴亦包括在內。

## 颶風季時間軸

### 6月
6月1日
- 2001年大西洋颶風季正式開始[2]。

6月5日
- 中午12時：热带风暴阿利森從德克萨斯州加爾維斯敦以南約195公里的低氣壓區發展而成[4]。
- 下午6時：熱帶風暴阿利森在德克薩斯州弗里波特（英语：Freeport, Texas）以南約50公里處達到每小時95公里的最高風速[4]。
- 晚上9時：熱帶風暴阿利森以風力時速85公里在德克薩斯州弗里波特附近登陸[4]。

6月6日

2001年6月5日，接近最高強度的熱帶風暴阿利森

- 上午6時：熱帶風暴阿利森在德克薩斯州休斯敦東北約40公里處減弱為熱帶低氣壓[4]。

6月10日
- 凌晨0時：熱帶低氣壓阿利森在德克薩斯州弗里波特東南偏南約40公里處轉變成亞熱帶低氣壓[4]。

6月11日
- 凌晨2時：亞熱帶低氣壓阿利森以風力時速55公里在路易斯安那州摩根城附近進行第二次也是最後一次登陸[4]。
- 上午6時：亞熱帶低氣壓阿利森在路易斯安那州新奥尔良以西約40公里處增強為亞熱帶風暴[4]。
- 中午12時：亞熱帶風暴阿利森在密西西比州皮卡尤恩東北約30公里處達到1000毫巴（百帕；29.53英寸汞柱）的最低氣壓[4]。

6月12日
- 凌晨0時：亞熱帶風暴阿利森在亚拉巴马州阿特莫爾以北約30公里處減弱為亞熱帶低氣壓[4]。

6月17日
- 中午12時：亞熱帶低氣壓阿利森在新澤西州大西洋城以東約90公里處再次加強為亞熱帶風暴[4]。

6月18日
- 凌晨0時：亞熱帶風暴阿利森在羅德島州布洛克島東南約90公里處轉變成溫帶氣旋[4]。

6月19日
- 上午6時：阿利森的殘留在新斯科舍省東南方消散[4]。

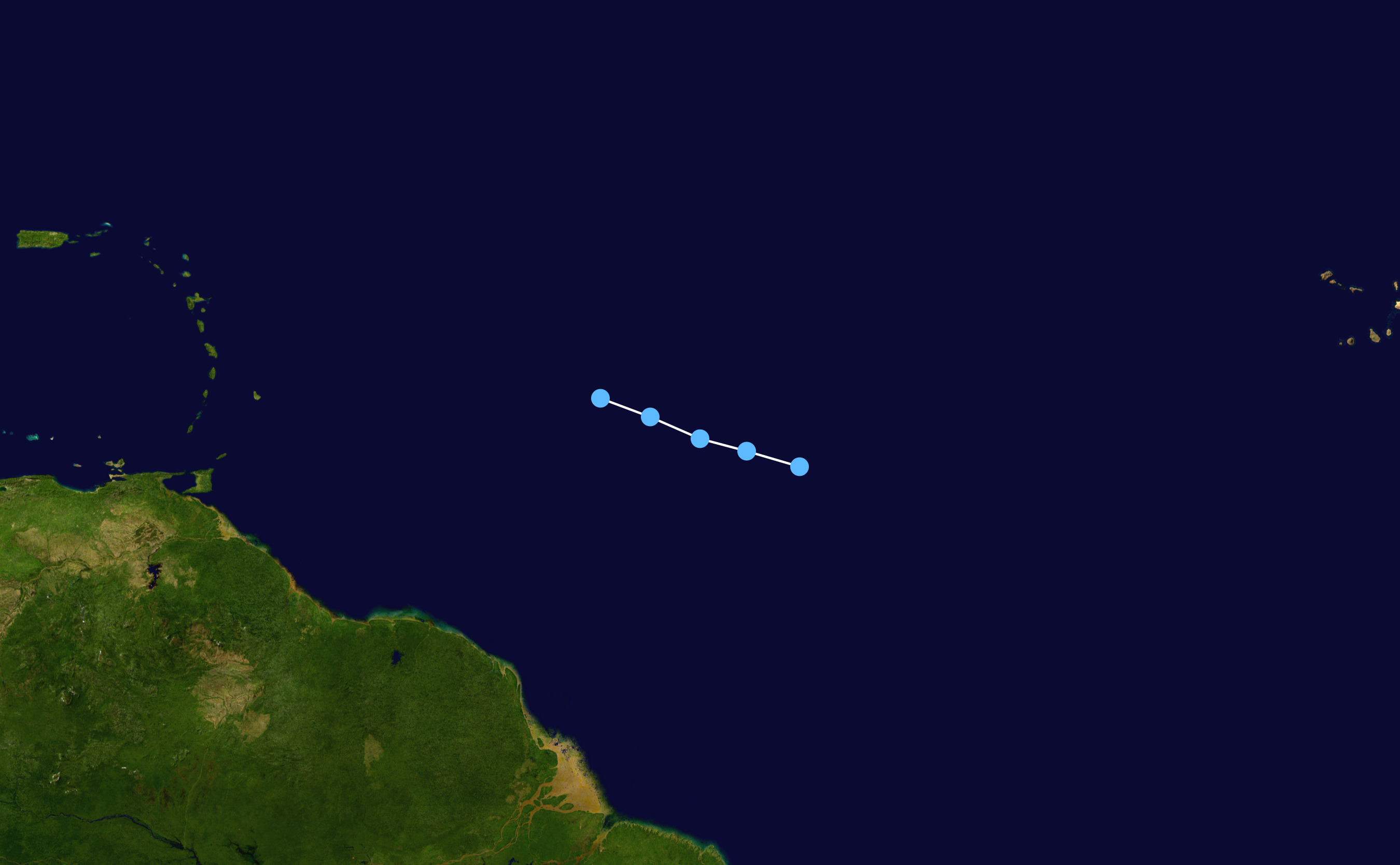
第二號熱帶低氣壓的風暴路徑圖

### 7月
7月11日
- 下午6時：第二號熱帶低氣壓從向风群岛以東約1,850公里處的低氣壓區發展而成[7]。

7月12日
- 凌晨0時：第二號熱帶低氣壓在向風群島以東約1,720公里處達到風力時速45公里，最低氣壓1010毫巴（百帕，29.82英寸汞柱）的最高強度[7]。

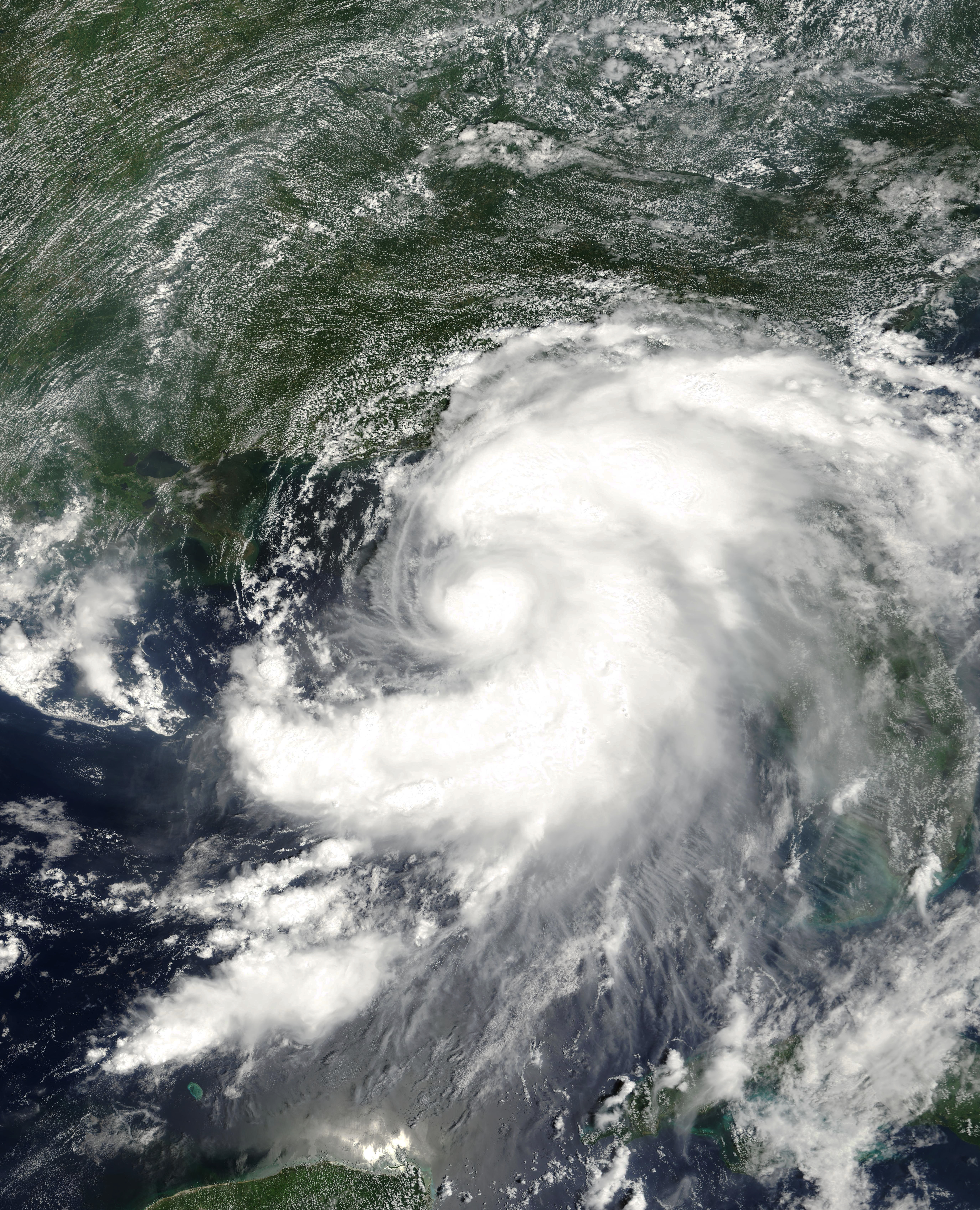
2001年8月5日的熱帶風暴巴里

7月13日
- 凌晨0時：第二號熱帶低氣壓在向風群島以東約1,110公里處消散[7]。

### 8月
8月2日
- 中午12時：第三號熱帶低氣壓從佛罗里达州基韋斯特西北偏西約320公里的低氣壓區發展而成[8]。
- 下午6時：第三號熱帶低氣壓在佛羅里達州開普科勒爾西南偏南約300公里處強化為熱帶風暴巴里[8]。

8月4日
- 凌晨0時：熱帶風暴巴里在路易斯安那州新奧爾良東南約445公里處減弱為熱帶低氣壓[8]。
- 下午6時：熱帶低氣壓巴里在路易斯安那州新奧爾良東南約400公里處再次加強為熱帶風暴[8]。

8月5日
- 中午12時：熱帶風暴巴里在佛羅里達州巴拿馬城西南偏南約240公里處達到990毫巴（百帕；29.23英寸汞柱）的最低氣壓[8]。
- 下午6時：熱帶風暴巴里在佛羅里達州巴拿馬城西南約185公里處達到每小時110公里的最高風速[8]。

8月6日
- 凌晨5時：熱帶風暴巴里以風力時速110公里在佛羅里達州聖羅莎海灘（英语：Santa Rosa Beach, Florida）登陸[8]。
- 中午12時：熱帶風暴巴里在亞拉巴馬州格林維爾以西約25公里處再次減弱為熱帶低氣壓[8]。

8月7日
- 上午6時：熱帶低氣壓巴里在田纳西州孟菲斯東南約155公里處退化為無對流的殘留低氣壓區[8]。

8月8日

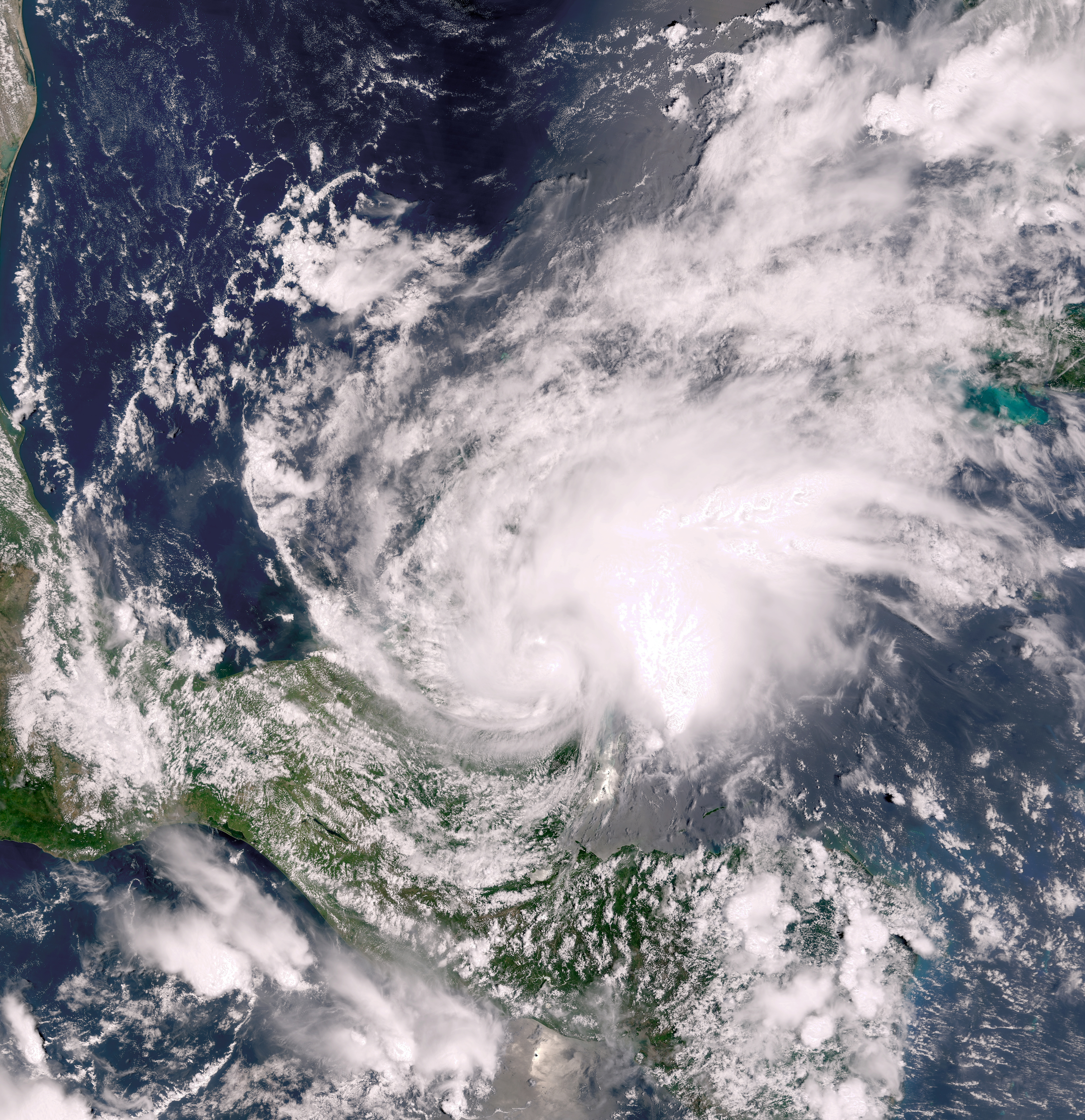
在尤卡坦半島登陸後的尚塔爾

- 中午12時：巴里的殘留在密蘇里州東南部消散[8]

8月14日
- 下午6時：第四號熱帶低氣壓從向風群島南部以東約2,405公里處的低氣壓區發展而成[9]。

8月16日
- 中午12時：第四號熱帶低氣壓在向風群島南部以東約605公里處退化為东风波[9]。

8月17日
- 中午12時：第四號熱帶低氣壓的殘留在圣克罗伊岛以南約445公里處再生成熱帶風暴尚塔爾，跳過熱帶低氣壓狀態[9]。

8月19日
- 上午6時：熱帶風暴尚塔爾在牙买加京斯敦西南偏南約320公里處達到最大持续风速每小時110公里，最低氣壓997毫巴（百帕；29.44英寸汞柱）的最高強度[9]。

8月21日
- 凌晨2時：熱帶風暴尚塔爾以風力時速110公里在墨西哥-伯利兹邊境附近登陸[9]。

8月22日

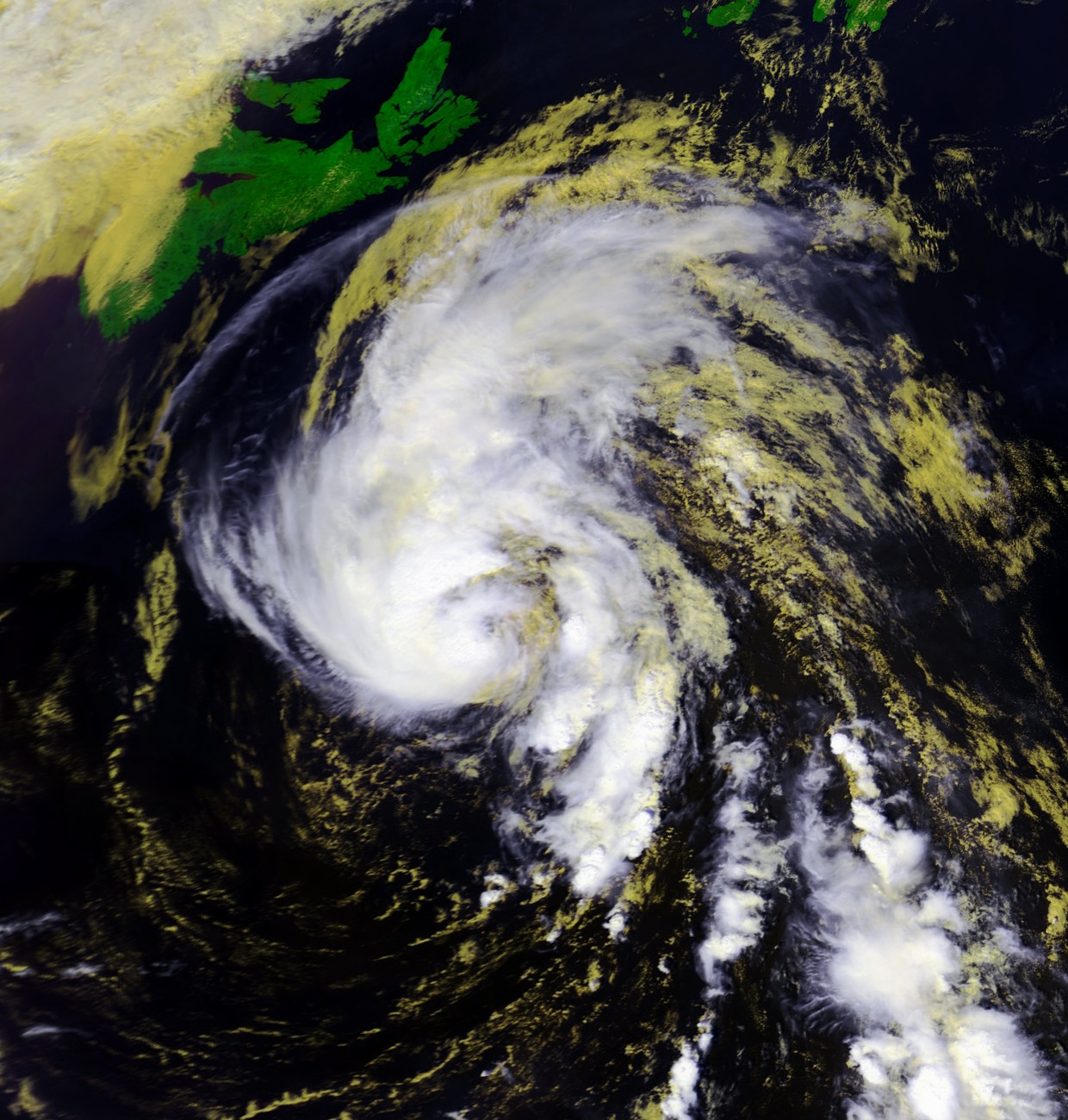
8月27日，接近最高強度的熱帶風暴迪安

- 凌晨0時：熱帶風暴尚塔爾在墨西哥坎佩切東南偏南約130公里處減弱為熱帶低氣壓[9]。
- 中午12時：熱帶風暴迪安（英语：Tropical Storm Dean (2001)）從聖克羅伊島東北偏東約30公里的低氣壓區發展而成[10]。
- 下午6時：熱帶低氣壓尚塔爾在墨西哥塔巴斯科州消散[10]。

8月23日
- 中午12時：熱帶風暴迪安在特克斯和凯科斯群岛科伯恩城東北偏東約140公里處減弱為熱帶低氣壓[10]。
- 下午6時：熱帶低氣壓迪安在特克斯和凱科斯群島科伯恩城東北偏北約200公里處退化為東風波[10]。

8月26日
- 下午6時：迪安的殘留在百慕大以北約355公里處再生成熱帶低氣壓[10]。

8月27日
- 凌晨0時：熱帶低氣壓迪安在百慕大東北約465公里處重新加強為熱帶風暴[10]。
- 下午6時：熱帶風暴迪安在新斯科舍省哈利法克斯東南約565公里處達到最大持續風速每小時110公里，最低氣壓994毫巴（百帕；29.35英寸汞柱）的最高強度[10]。

8月28日
- 下午6時：熱帶風暴迪安在圣皮埃尔和密克隆聖皮埃爾東南偏東約460公里處轉變成溫帶氣旋[10]。

8月29日
- 下午6時：迪安的溫帶殘留在北大西洋上被較大的溫帶低氣壓吸收[10]。

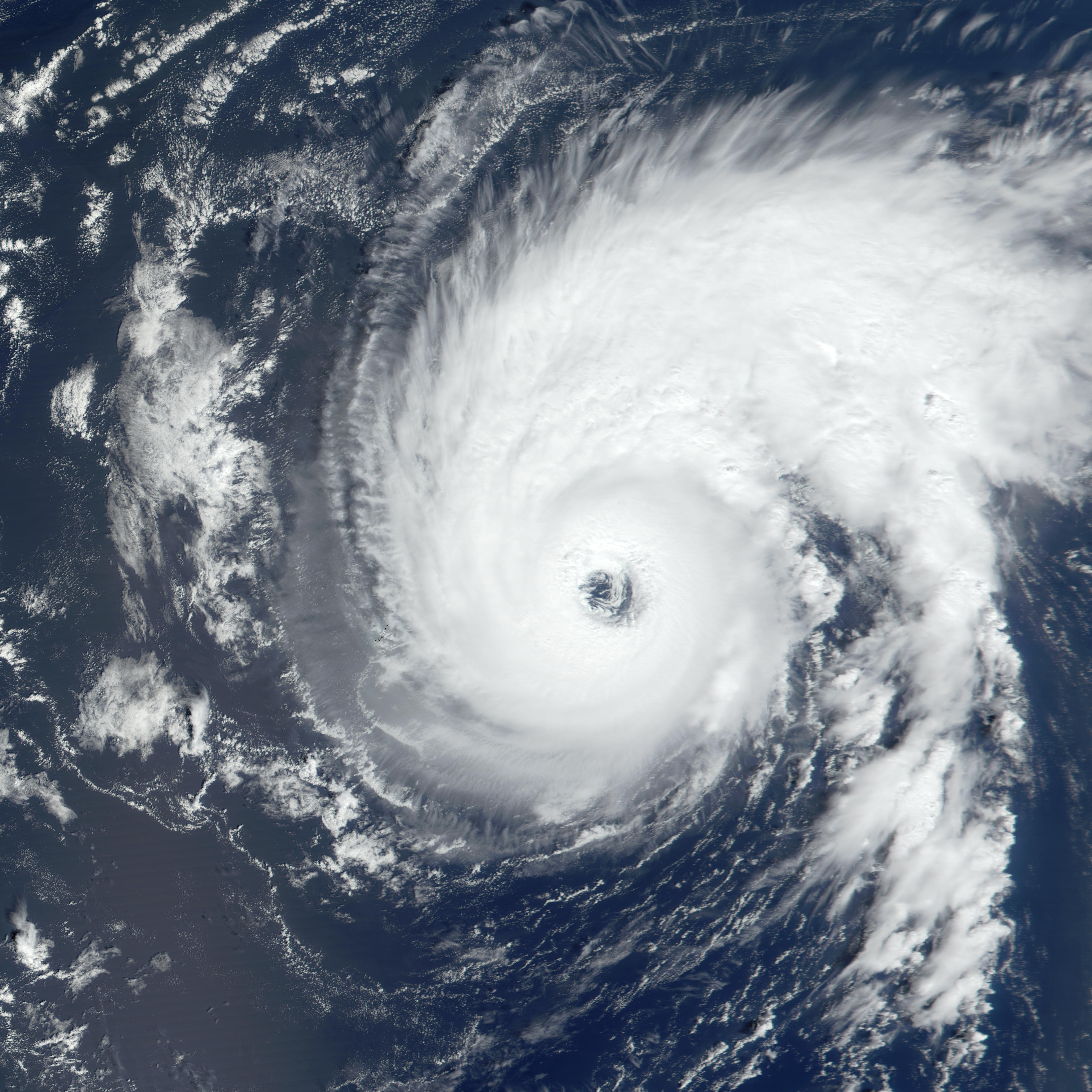
9月9日，正處最高強度的颶風埃琳

### 9月
9月1日
- 下午6時：第六號熱帶低氣壓從佛得角西南偏西約1,110公里的低氣壓區發展而成[11]。

9月2日
- 上午6時：第六號熱帶低氣壓在佛得角西南偏西約1,390公里處強化為熱帶風暴埃琳[11]。

9月5日
- 下午6時：熱帶風暴埃琳在安提瓜和巴布达東北約460公里處退化為無對流的殘留低氣壓區[11]。

9月6日
- 下午6時：熱帶風暴埃琳的殘留在背風群島北部東北約890公里處再生成熱帶低氣壓[11]。

9月7日
- 中午12時：第七號熱帶低氣壓從佛得角西南約670公里的低氣壓區發展而成[12]。
- 下午6時：熱帶低氣壓埃琳在背風群島北部東北偏北約1,020公里處重新加強為熱帶風暴[11]。

9月8日
- 下午6時：第七號熱帶低氣壓在佛得角西南偏西約1,205公里處退化為東風波[12]。

9月9日
- 凌晨0時：熱帶風暴埃琳在百慕大東南約505公里處增強為一級颶風[11]。
- 上午6時：颶風埃琳（英语：Hurricane Erin (2001)）在百慕大東南約380公里處加強為二級颶風[11]。
- 下午6時：颶風埃琳在百慕大以東約195公里處加強為三級颶風並達到風力時速195公里，最低氣壓968毫巴（百帕；28.59英寸汞柱）的最高強度[11]。

9月10日
- 上午6時：第七號熱帶低氣壓的殘留在佛得角以西約2,050公里處再生成熱帶低氣壓[12]。
- 下午6時：颶風埃琳在百慕大以北約385公里處減弱為二級颶風[11]。

9月11日

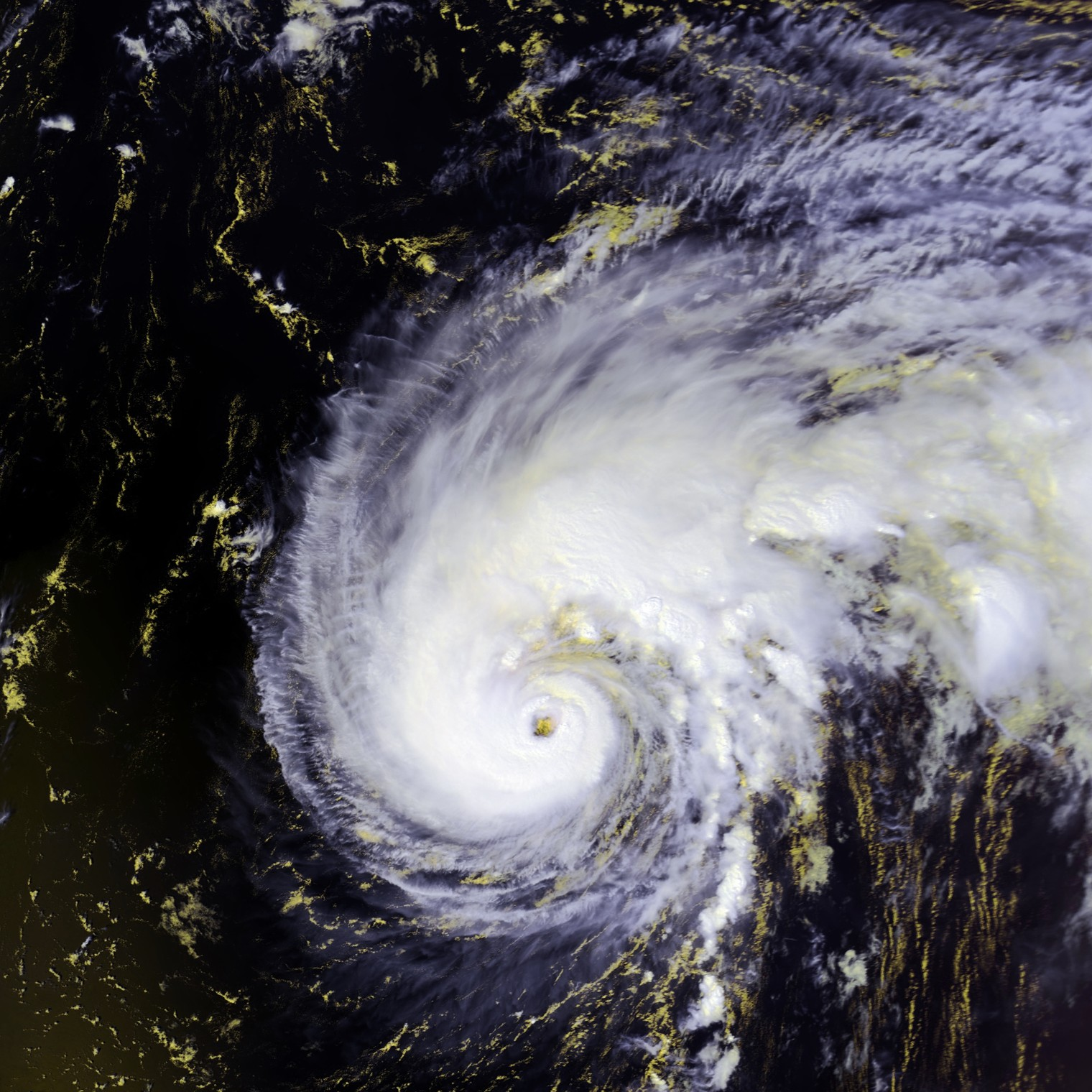
即將成為大型颶風的颶風費利克斯

- 凌晨0時：颶風埃琳在百慕大西北偏北約465公里處減弱為一級颶風[11]。
- 中午12時：第七號熱帶低氣壓在佛得角西北偏西約2,505公里處強化為熱帶風暴費利克斯（Felix）[12]。
- 下午6時：第八號熱帶低氣壓從佛羅里達州開普科勒爾西南約230公里的低氣壓區發展而成[13]。

9月13日
- 凌晨0時：熱帶風暴費利克斯在佛得角西北約2,720公里處增強為一級颶風[12]。
- 中午12時：颶風費利克斯在佛得角西北約2,760公里處加強為二級颶風[12]。
- 中午12時：第八號熱帶低氣壓在佛羅里達州開普科勒爾西南約330公里處強化為熱帶風暴加布里埃爾[13]。

9月14日
- 凌晨0時：颶風費利克斯在亞速爾群島西南約2,590公里處加強為三級颶風並達到風力時速185公里，最低氣壓962毫巴（百帕；28.41英寸汞柱）的最高強度[12]。
- 中午12時：颶風費利克斯在亞速爾群島西南約1,660公里處減弱為二級颶風[12]。

9月15日
- 凌晨0時：颶風埃琳在紐芬蘭與拉布拉多省開普雷斯（英语：Cape Race）東北偏東約30公里處減弱為熱帶風暴[11]。
- 上午6時：熱帶風暴埃琳在紐芬蘭與拉布拉多省聖約翰斯東北約200公里處轉變成溫帶氣旋[11]。

9月16日

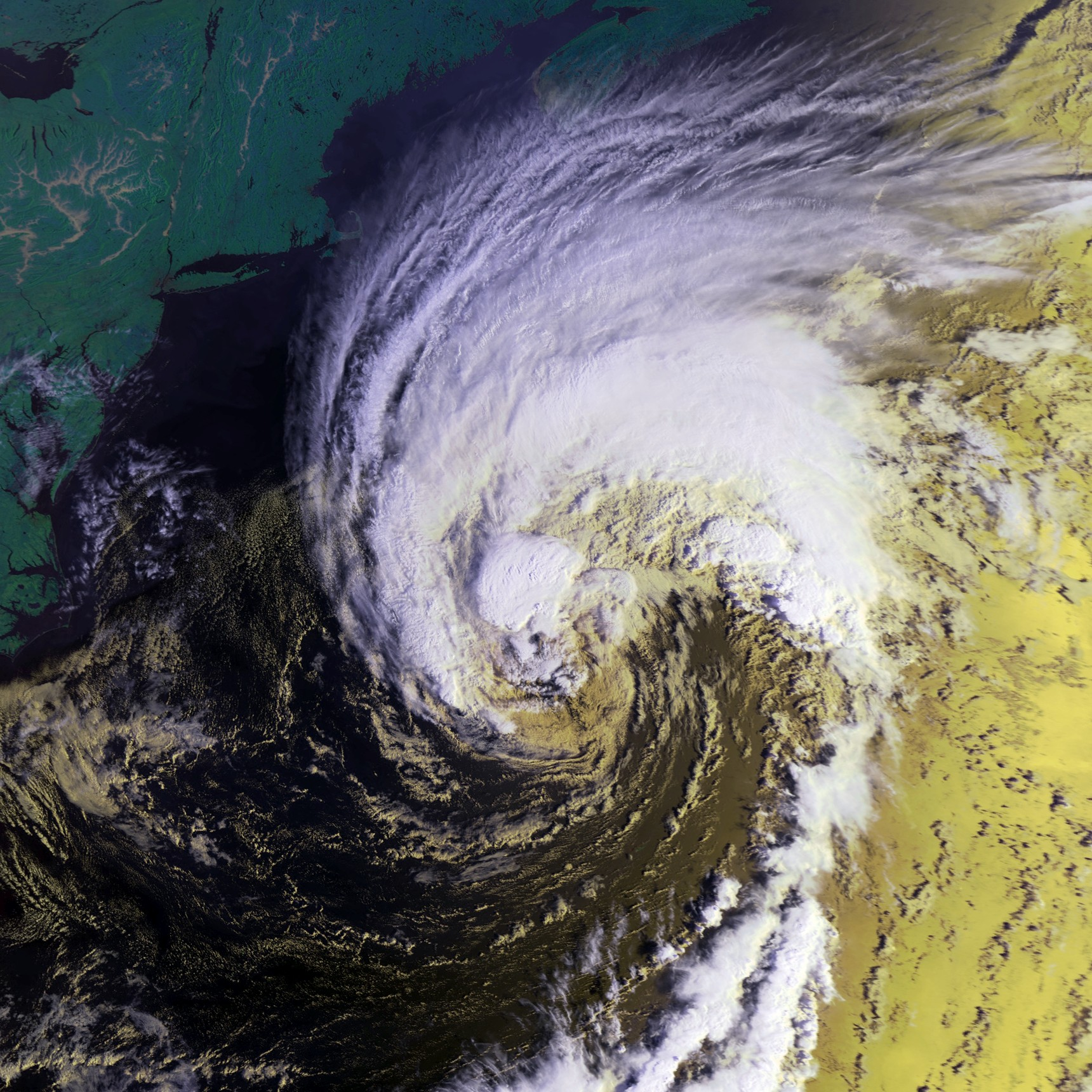
9月17日，正處最高強度的颶風加布里埃爾

- 上午6時：颶風費利克斯在亞速爾群島以南約790公里處減弱為一級颶風[12]。

9月17日
- 凌晨0時：熱帶風暴加布里埃爾在百慕大以西約555公里處增強為一級颶風[13]。
- 上午6時：埃琳的溫帶殘留與格陵兰東部一個較大的溫帶低氣壓合併[11]。
- 中午12時：颶風費利克斯在亞速爾群島西南約650公里處減弱為熱帶風暴[12]。
- 中午12時：颶風加布里埃爾（英语：Hurricane Gabrielle (2001)）在百慕大西北約370公里處達到每小時130公里的最高風速[13]。

9月18日
- 凌晨0時：颶風加布里埃爾在百慕大東北偏北約540公里處減弱為熱帶風暴[13]。
- 下午6時：熱帶風暴費利克斯在亞速爾群島以南約500公里處減弱為熱帶低氣壓[12]。

9月19日
- 凌晨0時：熱帶風暴加布里埃爾在紐芬蘭與拉布拉多省開普雷斯西南約670公里處達到975毫巴（百帕；28.80英寸汞柱）的最低氣壓[13]。
- 上午6時：熱帶低氣壓費利克斯在亞速爾群島西南約740公里處消散[12]。
- 上午6時：熱帶風暴加布里埃爾在紐芬蘭與拉布拉多省開普雷斯西南偏南約460公里處轉變成溫帶氣旋[13]。
- 下午6時：第九號熱帶低氣壓從聖安德烈斯島西北偏西約95公里的低氣壓區發展而成[14]。
- 下午9時：第九號熱帶低氣壓在聖安德烈斯島西北約160公里處達到風力時速55公里，最低氣壓1005毫巴（百帕；29.68英寸汞柱）的最高強度[14]。

9月20日

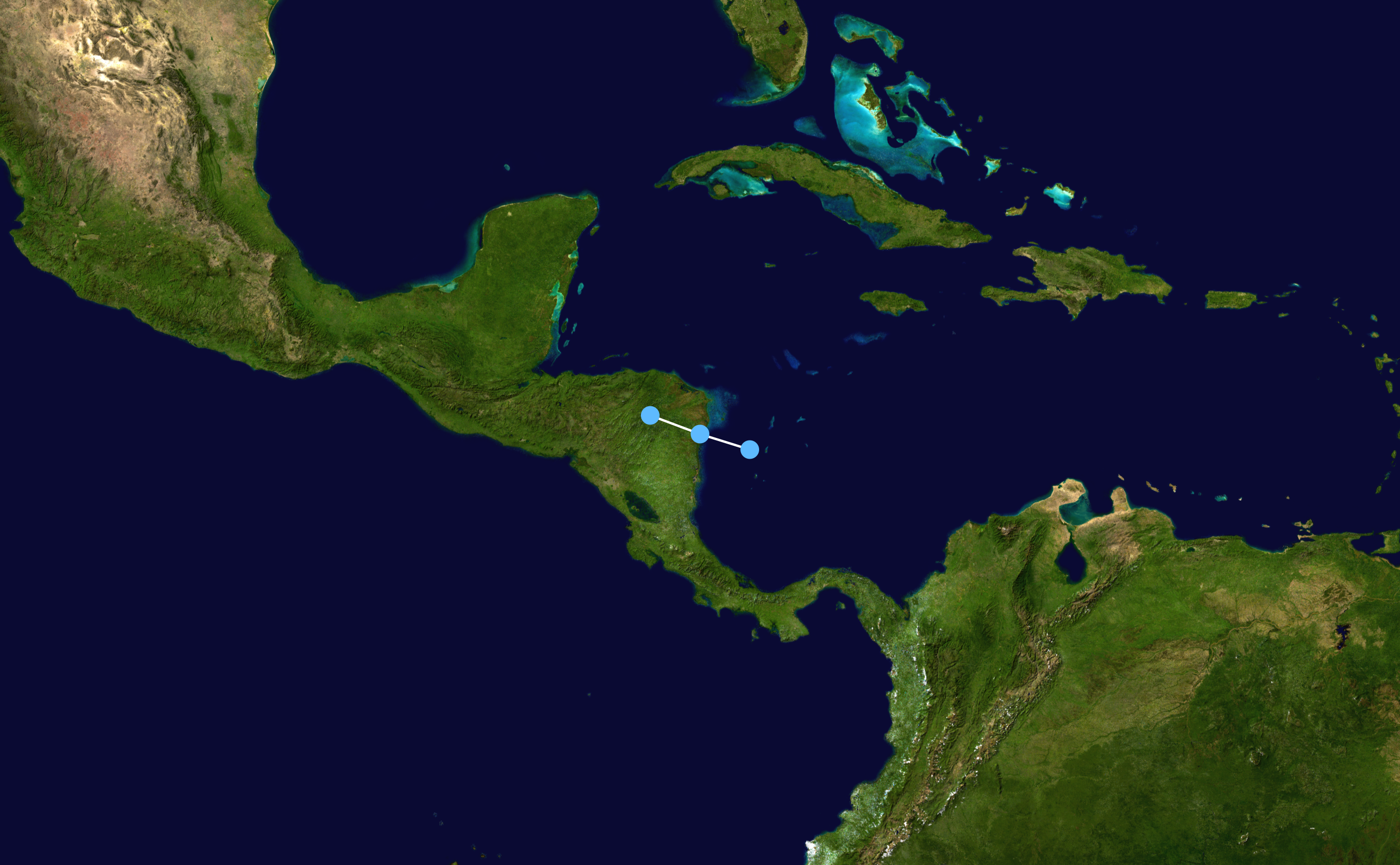
第九號熱帶低氣壓的風暴路徑圖

- 凌晨0時：第九號熱帶低氣壓以風力時速55公里在尼加拉瓜卡貝薩斯港附近登陸[14]。
- 中午12時：第九號熱帶低氣壓在中美洲的山區消散[14]。

9月21日
- 中午12時：第十號熱帶低氣壓從百慕大以南約790公里的低氣壓區發展而成[15]。

9月22日
- 凌晨0時：加布里埃爾的溫帶殘留與另一個在遠北大西洋上的溫帶氣旋合併[13]。
- 中午12時：第十號熱帶低氣壓在百慕大西南偏南約505公里處強化為熱帶風暴溫貝托[15]。

9月23日
- 中午12時：熱帶風暴溫貝托在百慕大西南偏西約280公里處增強為一級颶風[15]。

9月24日
- 凌晨0時：颶風溫貝托（英语：Hurricane Humberto (2001)）在百慕大以西約215公里處增強為二級颶風[15]。
- 上午6時：颶風溫貝托在百慕大西北約250公里處減弱為一級颶風[15]。

9月26日

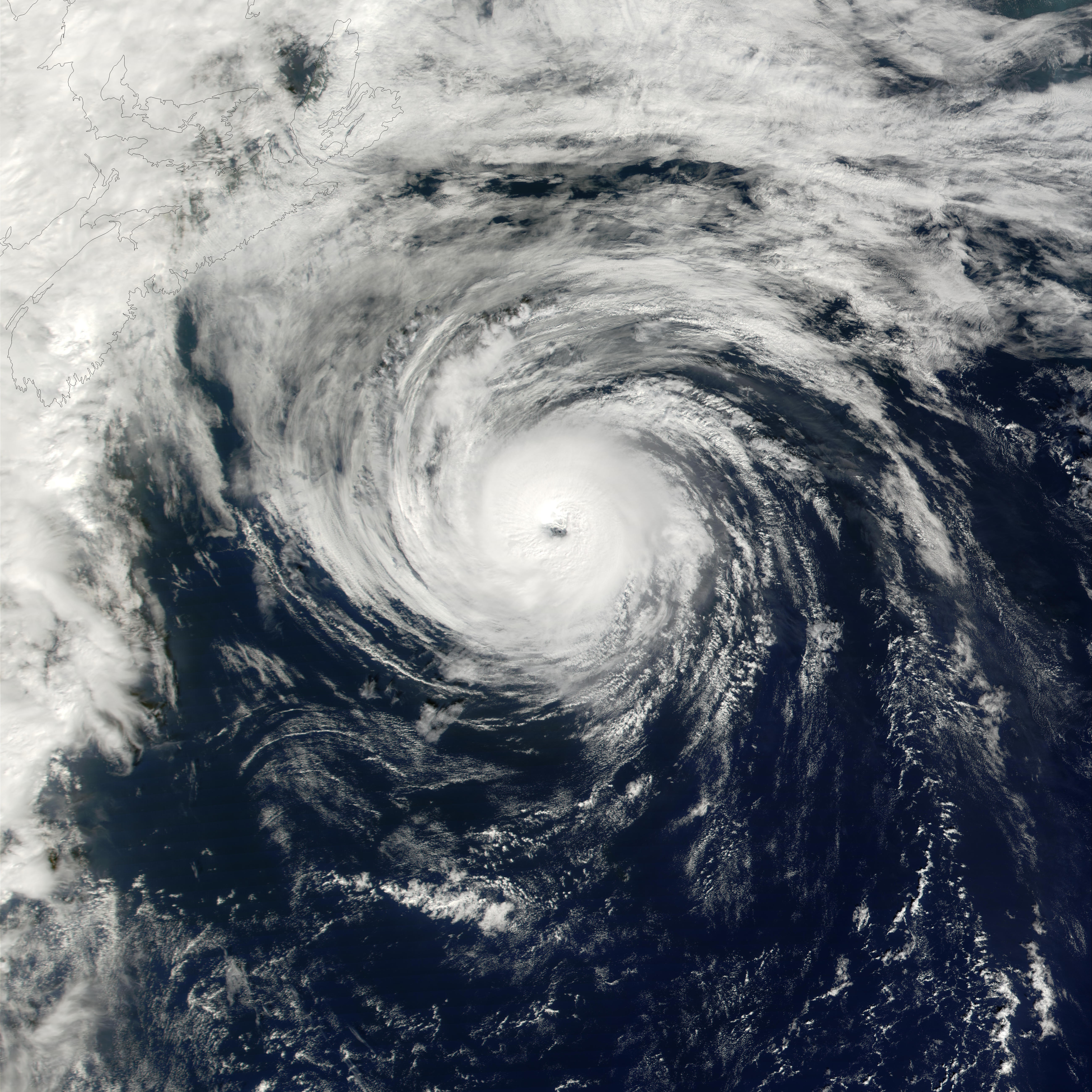
9月26日，正處二級標準的颶風溫貝托

- 中午12時：颶風溫貝托在紐芬蘭與拉布拉多省開普雷斯西南約790公里處再次加強為二級颶風，並同時達到最大持續風速每小時165公里，最低氣壓970毫巴（百帕；28.64英寸汞柱）的最高強度[15]。
- 下午6時：颶風溫貝托在紐芬蘭與拉布拉多省開普雷斯西南偏南約620公里處再次減弱為一級颶風[15]。

9月27日
- 中午12時：颶風溫貝托在紐芬蘭與拉布拉多省開普雷斯東南約670公里處減弱為熱帶風暴[15]。

9月28日
- 凌晨0時：熱帶風暴溫貝托在遠北大西洋上消散[15]。

### 10月
10月4日
- 中午12時：第十一號熱帶低氣壓從巴巴多斯東南約160公里的低氣壓區發展而成[16]。

10月5日
- 中午12時：第十一號熱帶低氣壓在波多黎各聖胡安東南約445公里處增強為熱帶風暴艾瑞絲[16]。

10月6日

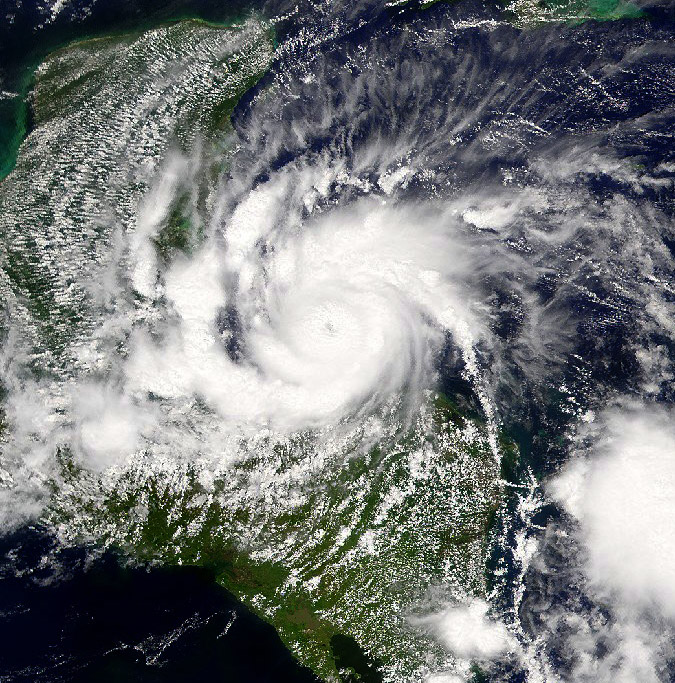
10月8日，接近最高強度的颶風艾瑞絲

- 中午12時：第十二號熱帶低氣壓從巴巴多斯東南偏東約1,000公里的低氣壓區發展而成[17]。
- 下午6時：熱帶風暴艾瑞絲在多明尼加貝阿塔島西南約100公里處增強為一級颶風[16]。

10月7日
- 凌晨0時：第十二號熱帶低氣壓在巴巴多斯東南約670公里處增強為熱帶風暴傑里（英语：Tropical Storm Jerry (2001)）[17]。

10月8日
- 上午6時：飓风艾瑞丝在開曼群島西南偏南約250公里處加強為二級颶風[16]。
- 上午6時：熱帶風暴傑里在圣卢西亚以西約95公里處達到最大持續風速每小時85公里，最低氣壓1004毫巴（百帕; 29.65英寸汞柱）的最高強度[17]。
- 中午12時：颶風艾瑞絲在開曼群島西南約370公里處增強為四級颶風，跳過三級強度[16]。
- 下午6時：熱帶風暴傑里在聖克羅伊島以南約380公里處減弱為熱帶低氣壓[17]。

10月9日

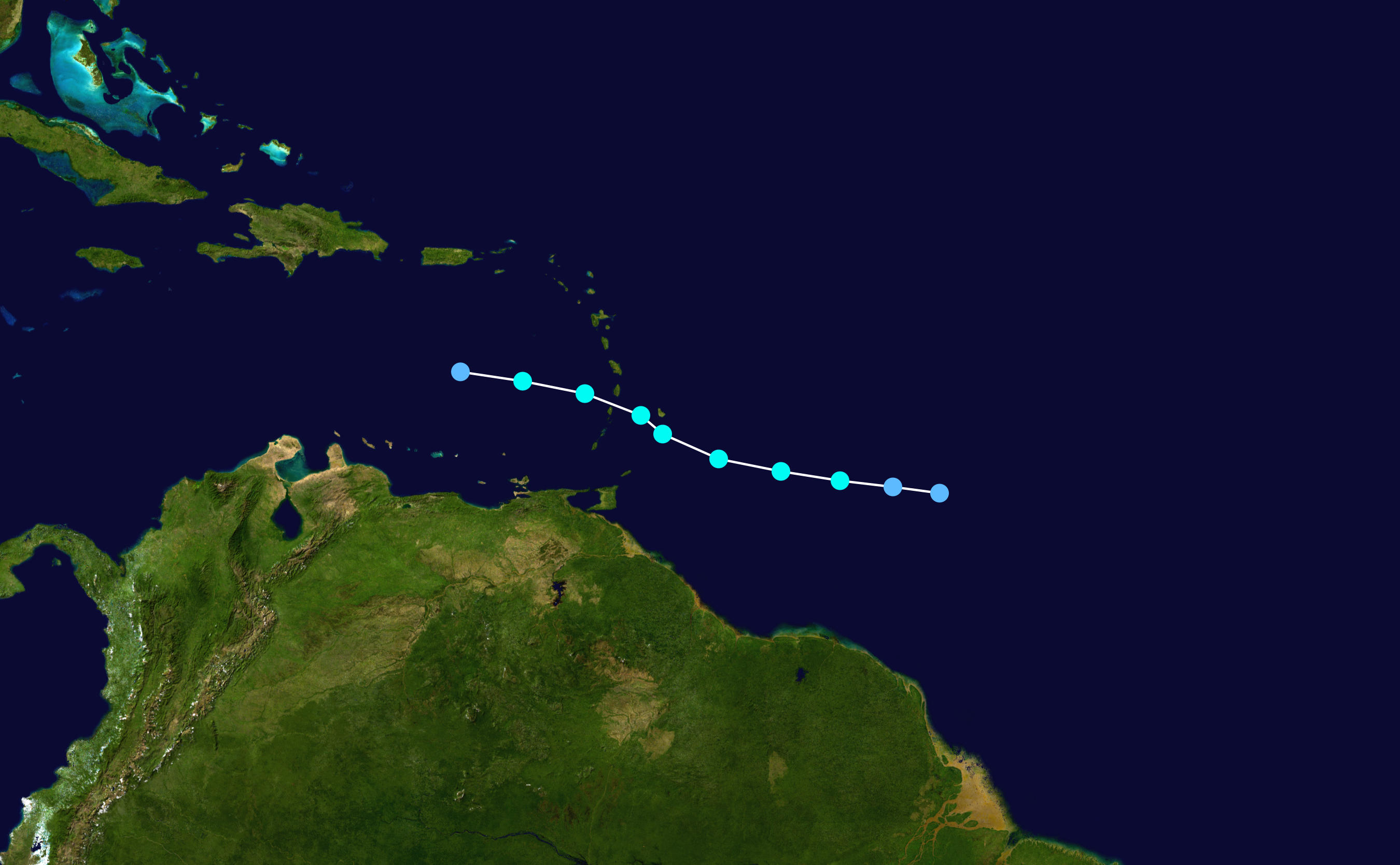
熱帶風暴傑里的風暴路徑圖

- 凌晨0時：颶風艾瑞絲在伯利茲猴河鎮（英语：Monkey River Town）東北約55公里處達到最大持續風速每小時235公里，最低氣壓948毫巴（百帕; 27.99英寸汞柱）的最高強度[16]。
- 凌晨0時：熱帶低氣壓傑里在波多黎各以南消散[17]。
- 凌晨2時：颶風艾瑞絲以風力時速235公里在伯利茲猴河鎮附近登陸[16]。
- 上午6時：颶風艾瑞絲在危地馬拉薩亞斯切東南約50公里處減弱為熱帶風暴[16]。
- 中午12時：熱帶風暴艾瑞絲在墨西哥科米坦德多明格斯以東約25公里處減弱為熱帶低氣壓[16]。
- 下午6時：熱帶低氣壓艾瑞絲在恰帕斯马德雷山脉上空消散[16]。

10月12日

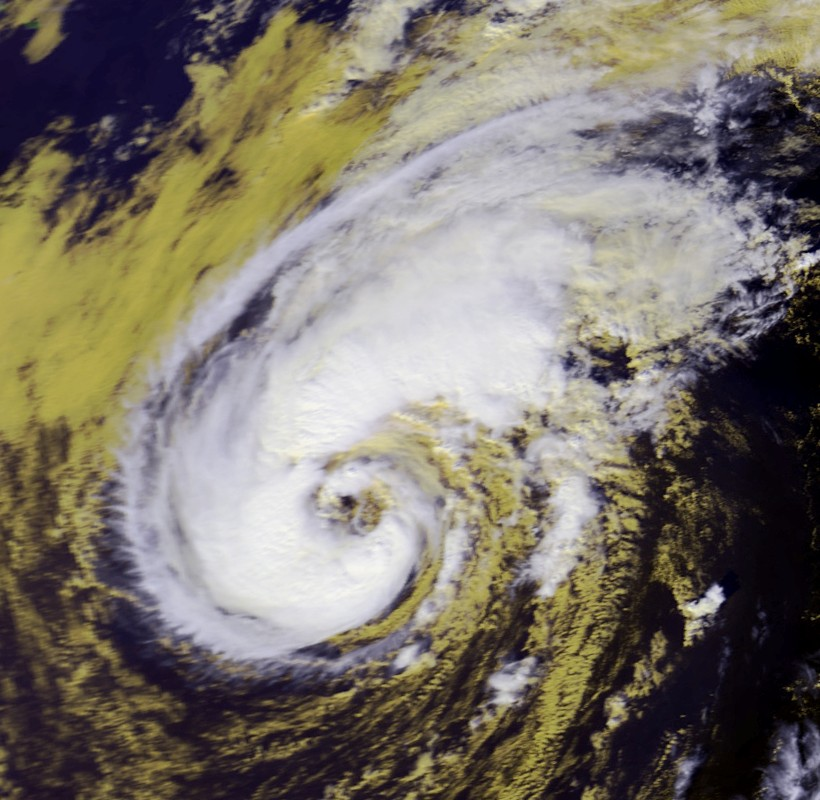
10月13日，即將達到颶風標準的凱倫

- 凌晨0時：第一號亞熱帶風暴從百慕大以南約55公里的低氣壓區發展而成[18]。

10月13日
- 上午6時：第一號亞熱帶風暴在百慕大以北約315公里處轉變成熱帶風暴凱倫[18]。
- 下午6時：熱帶風暴凱倫在百慕大以北約545公里處加強為一級颶風[18]。

10月14日
- 上午6時：颶風凱倫（英语：Hurricane Karen (2001)）在百慕大以北約710公里處達到最大持續風速每小時130公里，最低氣壓998毫巴（百帕；29.47英寸汞柱）的最高強度[18]。
- 中午12時：颶風凱倫在百慕大以北約775公里處減弱為熱帶風暴[18]。

10月15日
- 中午12時：熱帶風暴凱倫以風力時速75公里在新斯科舍省西部頭（英语：Western Head, Nova Scotia）附近登陸[18]。
- 下午6時：熱帶風暴凱倫在布雷顿角岛西北約170公里處轉變成溫帶氣旋[18]。

10月16日
- 凌晨0時：凱倫的溫帶殘留被聖羅倫斯灣上空一個較大的溫帶低氣壓所吸收[18]。

10月27日

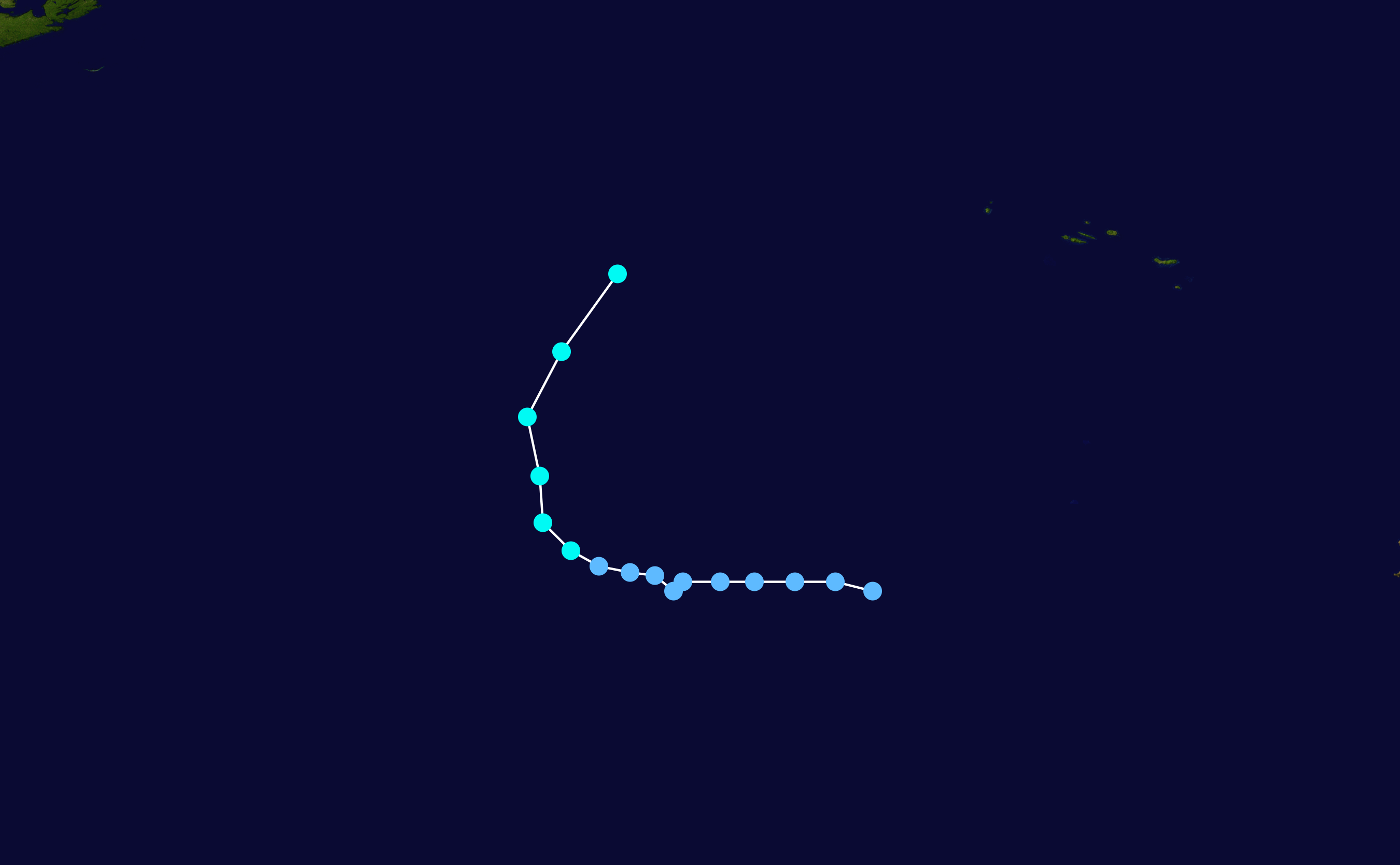
熱帶風暴洛倫佐的風暴路徑圖

- 中午12時：第十四號熱帶低氣壓從亞速爾群島最西端西南偏南約1,310公里的低氣壓區發展而成[19]。

10月29日
- 下午6時：第十五號熱帶低氣壓從尼加拉瓜普林薩波卡西南偏南約20公里的低氣壓區發展而成[20]。

10月30日
- 凌晨0時：第十四號熱帶低氣壓在亞速爾群島最西端西南約1,720公里處增強為熱帶風暴洛倫佐（Lorenzo），並同時達到最大持續風速每小時65公里，最低氣壓1007毫巴（百帕；29.74英寸汞柱）的最高強度[19]。

10月31日

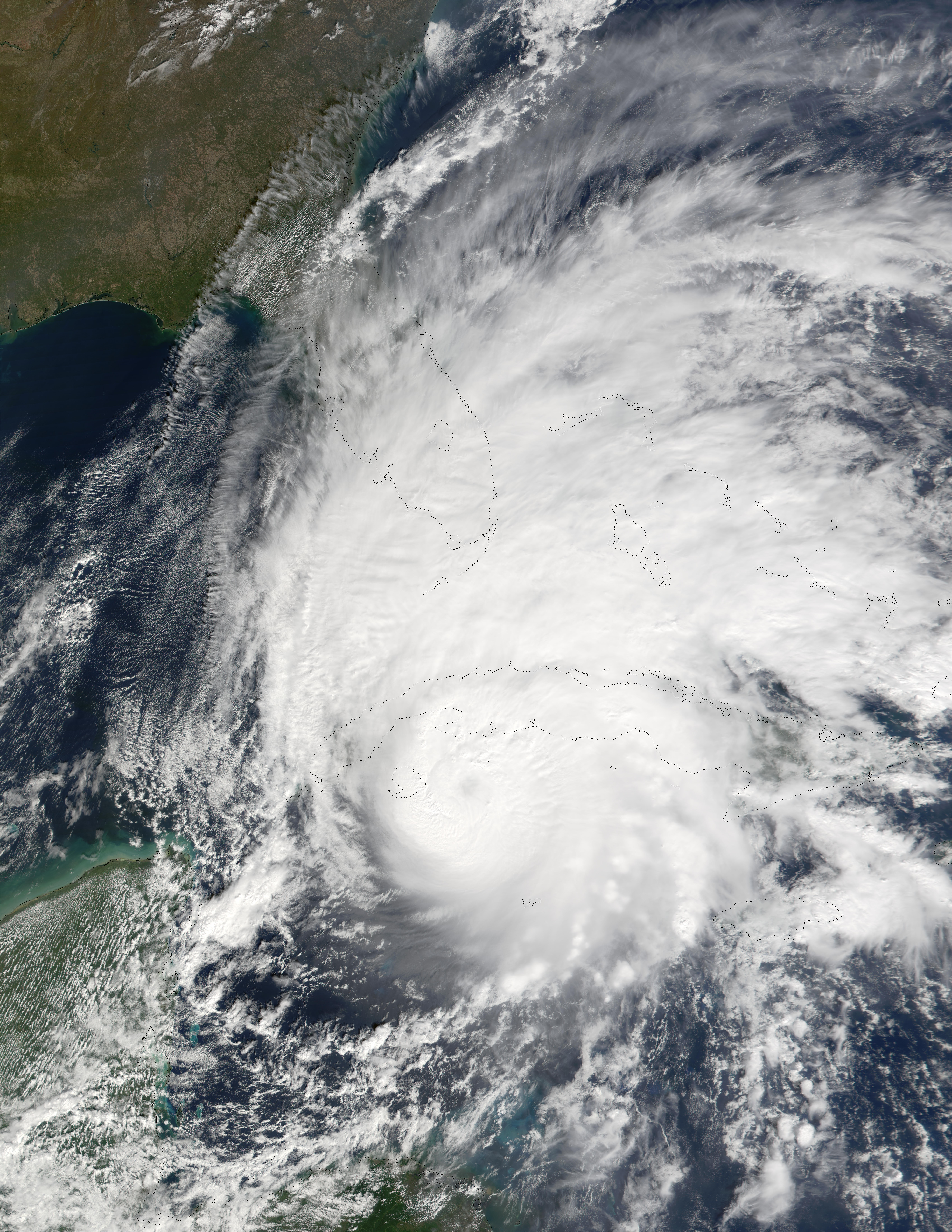
颶風米歇爾以四級標準逼近古巴

- 中午12時：熱帶風暴洛倫佐在亞速爾群島最西端以西約1,110公里處與一鋒面系統合併[19]。

### 11月
11月1日
- 凌晨0時：第十五號熱帶低氣壓在尼加拉瓜格拉西亞斯-阿迪奧斯角以北約95公里處增強為熱帶風暴米歇爾[20]。

11月2日
- 中午12時：熱帶風暴米歇爾在大開曼西南約320公里處加強為一級颶風[20]。

11月3日
- 凌晨0時：颶風米歇爾（英语：Hurricane Michelle）在大開曼西南偏西約290公里處加強為二級颶風[20]。
- 上午6時：颶風米歇爾在大開曼以西約315公里處加強為三級颶風[20]。
- 中午12時：颶風米歇爾在大開曼以西約315公里處加強為四級颶風[20]。
- 下午6時：颶風米歇爾減弱為三級颶風，但在大開曼島以西約290公里處達到938毫巴（百帕; 27.70英寸汞柱）的最低氣壓[20]。

11月4日

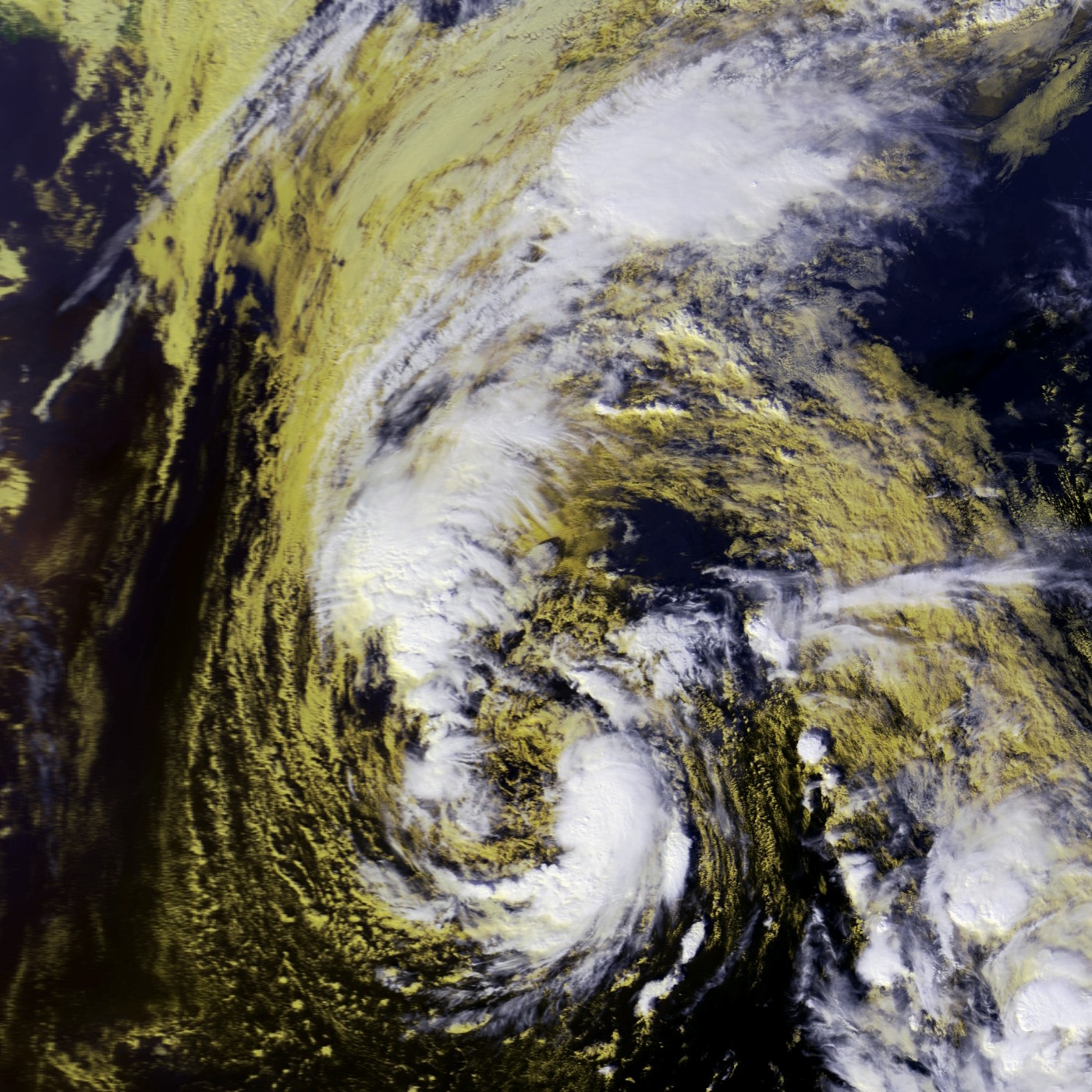
轉變成颶風後不久的諾埃爾

- 凌晨0時：颶風米歇爾在大開曼西北偏西約250公里處再次加強為四級颶風[20]。
- 凌晨0時：一亞熱帶風暴從紐芬蘭與拉布拉多省開普雷斯以南約1,430公里的低氣壓區發展而成[21]。
- 上午6時：颶風米歇爾在大開曼西北約215公里處達到每小時220公里的最高風速[20]。
- 下午6時：颶風米歇爾以風力時速220公里在古巴拉戈島附近首次登陸[20]。
- 下午11時：颶風米歇爾以風力時速210公里在古巴豬玀灣附近進行第二次登陸[20]。

11月5日
- 凌晨0時：颶風米歇爾在古巴科隆以南約50公里處減弱為三級颶風[20]。
- 上午6時：颶風米歇爾在巴哈马拿騷西南約320公里處減弱為一級颶風[20]。
- 中午12時：颶風米歇爾以風力時速150公里在巴哈馬安德罗斯岛作第三次登陸[20]。
- 中午12時：該亞熱帶風暴在紐芬蘭與拉布拉多省開普雷斯東南偏南約990公里處轉變成颶風諾埃爾（Noel），並同時達到最大持續風速每小時120公里，最低氣壓986毫巴（百帕；29.12英寸汞柱）的最高強度[21]。
- 下午6時：颶風米歇爾以風力時速135公里在巴哈馬伊柳塞拉岛作第四次亦是最後一次登陸[20]。

11月6日
- 凌晨0時：颶風米歇爾在巴哈馬拿騷東北約320公里處轉變成溫帶氣旋[20]。
- 凌晨0時：颶風諾爾在紐芬蘭與拉布拉多省開普雷斯東南偏南約815公里處減弱為熱帶風暴[21]。
- 上午6時：熱帶風暴諾埃爾在紐芬蘭與拉布拉多省開普雷斯東南約530公里處轉變成溫帶氣旋[21]。

11月7日
- 凌晨0時：米歇爾的溫帶殘留被百慕大西南方的鋒面系統所吸收[20]。
- 凌晨0時：諾埃爾的溫帶殘留被纽芬兰岛東南方的溫帶低氣壓所吸收[21]。

11月24日

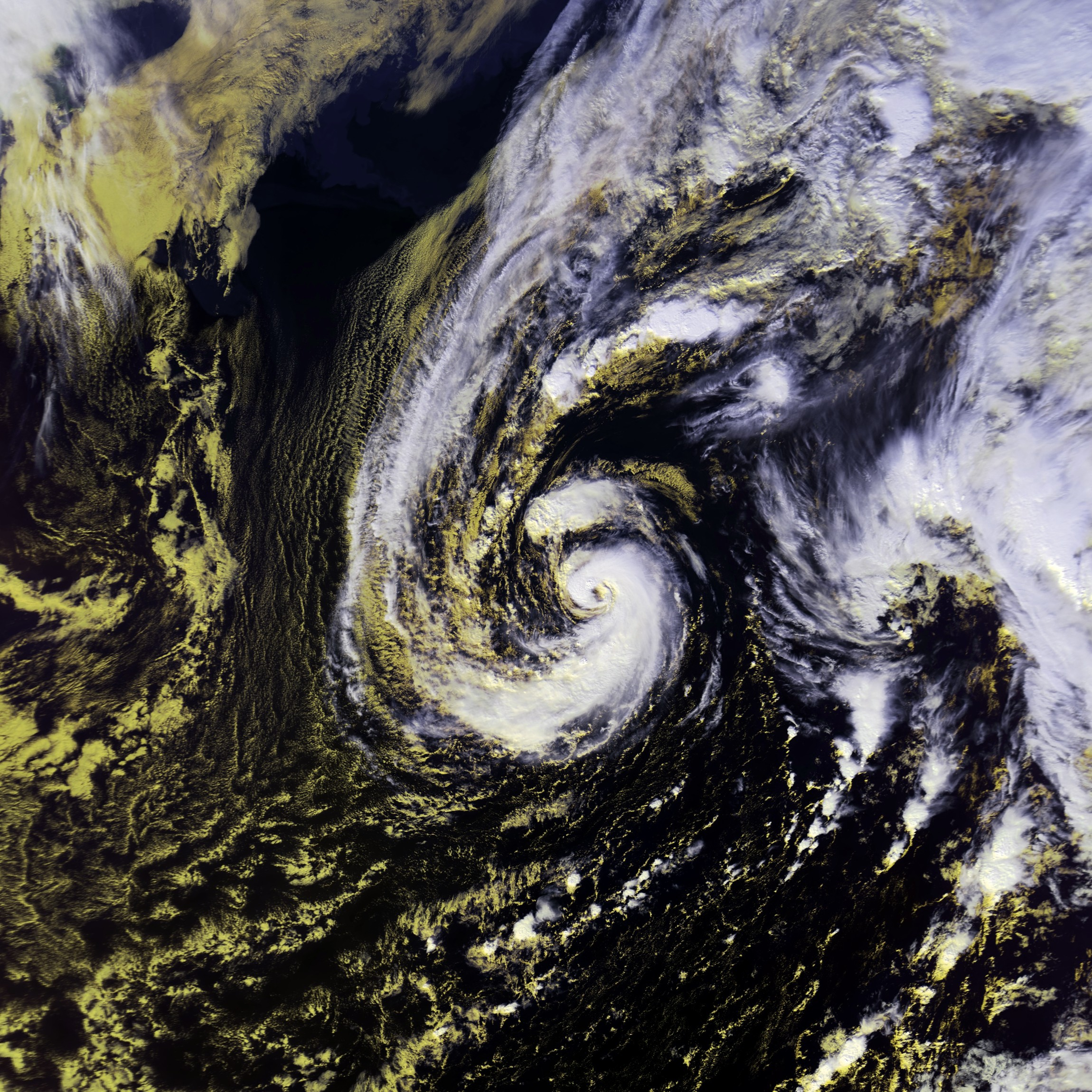
11月27日，接近最高強度的颶風奧爾加

- 凌晨0時：第二號亞熱帶風暴從百慕大東南偏東約1,450公里的低氣壓區發展而成[22]。
- 中午12時：第二號亞熱帶風暴在百慕大東南偏東約1,465公里處轉變成熱帶風暴奧爾加[22]。

11月26日
- 中午12時：熱帶風暴奧爾加在百慕大東南偏東約860公里處加強為一級颶風[22]。

11月27日
- 上午6時：飓风奥尔加在百慕大以東約730公里處達到最大持續風速為每小時150公里，最低氣壓973毫巴（百帕；28.74英寸汞柱）的最高強度[22]。

11月29日
- 上午6時：颶風奧爾加在百慕大東南約670公里處減弱為熱帶風暴[22]。

11月30日
- 2001年大西洋颶風季正式結束[2]。
- 中午12時：熱帶風暴奧爾加在百慕大西南偏南約875公里處減弱為熱帶低氣壓[22]。

### 12月
12月2日
- 凌晨0時：熱帶低氣壓奧爾加在百慕大西南偏南約1,060公里處重新加強為熱帶風暴[22]。

12月4日
- 凌晨0時：熱帶風暴奧爾加在百慕大西南約650公里處再次減弱為熱帶低氣壓[22]。

12月5日
- 凌晨0時：熱帶低氣壓奧爾加在巴哈馬拿騷以東約1,110公里處消散[22]。

## 外部連結
- 國家颶風中心有關2001年熱帶氣旋公告存檔（页面存档备份，存于）

| A | 2 | B | C | D | E | F | G | 9 |
|   |   |   |   |   |   |   |   |   |
| H | I | J | K | L | M | K | N | O |

| 萨菲尔-辛普森飓风风力等级 |    |    |    |    |    |    |
| TD                        | TS | C1 | C2 | C3 | C4 | C5 |